# جان بابتيست ليشونولت دو لا تور
جان بابتيست لويس كلود تيودور ليشونولت دو لا تور (بالفرنسيَّة: Jean-Baptiste Louis Claude Théodore Leschenault de La Tour)، هو عالم نباتات وَعالم طيور فرنسيّ وُلِد في 13 نوفمبر/تشرين الثّاني 1773 وَتوفِّي في 14 مارس/آذار 1826.
ولد في منزل العائلة (منذ 1718)، «لو فيلّارد» (Le Villard)، بالقرب من شالون-سور-ساون، ووصل إلى باريس بعد وفاة والده الَّذي كان قاضيًا في ليون.
كان رئيس علماء النَّبات في حملة نيكولاس بودين إلى أستراليا بين عامي 1800 و1803، وجَمَعَ العديد من العيِّنات القيِّمة الجديدة بين عامي 1801 و1802. وعلى الرُّغم من ذلك، صَرَّحَت جريدة بودين أنَّه لم يعمل بجدٍّ؛ فكما يبدو أنَّ ابن البُستانيّ أنطوان غويشينوت قليل التعليم قد جَمَعَ عيِّنات نباتيَّة أكثر منه، وأعطاها عناوين مُفيدة أكثر. مرض بشدَّة في أبريل/نيسان 1803 بحيث توجَّب أن ينزل على شاطئ جزيرة تيمور، مُجبَرًا بذلك على أن يقضي الثلاثة سنوات التَّالية على جزيرة جاوة واستفاد من ذلك الوقت ليقوم بأوَّل استقصاءٍ مُعَمَّق لنباتات الجزيرة الَّتي لَمْ يزرها أي من علماء الطبيعة عدا زيارة قصيرة لِـكارل بيتر تونبرغ. عاد إلى فرنسا في يوليو/تموز من عام 1807 مع مجموعة كبيرة من النَّباتات والطيور.
وُصِفَت طيور ليشونولت الجاويَّة من قِبَل جورج كوفييه.
سافر ليشونولت في مايو/أيار 1816 إلى الهند بعد حروب نابليون، بهدف جمع النباتات وتأسيس حديقة نباتية في مدينة بونديشيري. وأُعطوه البريطانيّون الإذن للسفر عبر مَدراس والبِنغال وسِيلان. أرسل العديد من النَّباتات والبُذور الَّتي اكتشفها إلى جزيرة ريونيون الفرنسيَّة ليتمَّ زرعُها؛ بحيث تتضمَّن نوعين من قصب السُّكَّر وستَّة أنواع من القطن. عاد إلى فرنسا في 1822 ومُنِحَ وسام جوقة الشرف.
سافر إلى أمريكا الجنوبية بعد أقل من عام من عودته إلى فرنسا، ليزور البرازيل وسورينام وغويانا الفرنسية، جالِبًا معه شُجيرات الشَّاي إلى كايين (عاصمة المُستعمرة الفرنسيَّة). وأُضطُّرَ إلى العودة لبلده بعد ثمانية أشهر فقط من وصوله بسبب مَشاكلٍ صِحِّيَّة.
على الرُّغم من أنَّ مَنشوراتِه كانت قليلة، لكنَّها استُخدِمت من قِبَل عُلماء نبات فرنسيِّين آخرين منهم إميه جاك بونبلان ورينيه لويش ديفونتين وأنطوان لوران دو جوسيو وجاك لابيارديير وإتيان بيير فنتينات.
سُمِّيَت عدَّة طيور نسبة إليه منها قطقاط الرمل الكبير (الزَّقزاق اللِّيشونولتيّ Charadrius leschenaultii) والمُتَوَّج الأبيض شَوكيُّ الذَّيلِ (اللِّيشونولتيّ شوكيُّ الذَّيل Enicurus leschenaulti) والوقواقيّ الزَّهريّ الكبير أو الكوكيّ الزَّهريّ الكبير (اللِّيشونولتيّ قُرمزيّ العيون أو الوجه Phaenicophaeus leschenaultii).
سُمِّيَت ثلاثة أنواع من السَّحالي نسبةً إليه وهي: اللِّيشونولتيّ خفيّ الجِفن واللِّيشونولتيّ شِقِّيُّ الإصْبَع وليشونولتيّ ثُعبَان الغَمائِس.
سُمِّيَ الجنس «اللِّيشونولتية» أيضًا نسبةً إليه.

## قراءة موسَّعة
- Biographies for Birdwatchers, Mearns and Mearns, ISBN 0-12-487422-3
- Nicolas Baudin’s Scientific Expedition To The Terres Australes by Steve Reynolds - Marine Life Society of South Australia Inc.
- Edward Duyker François Péron: An Impetuous Life: Naturalist and Voyager, Miegunyah/MUP, Melb., 2006, ISBN 978-0-522-85260-8,
- Fornasiero, Jean; Monteath, Peter and West-Sooby, John. Encountering Terra Australis: the Australian voyages of Nicholas Baudin and Matthew Flinders, Kent Town, South Australia, Wakefield Press, 2004. ISBN 1-86254-625-8
- Frank Horner, The French Reconnaissance: Baudin in Australia 1801—1803, Melbourne University Press, Melbourne, 1987 ISBN 0-522-84339-5.